# Jean Auguste Durosnel

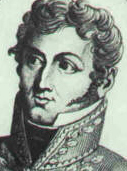
Jean Auguste Durosnel

Jean Auguste Durosnel, eigentlich Antoine Jean Auguste Henri Durosnel (* 9. November 1771 in Paris; † 5. Februar 1849 ebenda) war ein französischer Général de division der Kavallerie und Politiker.

## Leben und Wirken
Durosnel war der Sohn von Jean-Baptiste du Rosnel, einem Verwaltungsbeamten im Kriegsministerium.
1783 kam Durosnel mit zwölf Jahren auf Wunsch seiner Familie zur Gendarmerie de France. Nach einer nahezu militärischen Ausbildung wurde er am 12. November 1786 übernommen. Während der Revolution wechselte Durosnel zur Armee und kam dort am 22. April 1792 im Rang eines Capitaine als Aide-de-camp zu General Louis-Auguste Jouvenel des Ursins d’Harville.
Mit Fürsprache General d’Harvilles wurde Durosnel am 26. Juli 1799 zum Colonel befördert. Als solcher nahm er u. a. an Schlachten bei Meßkirch (5. Mai 1800) und Hohenlinden (3. Dezember 1800) teil.
In den folgenden Koalitionskriegen kämpfte Durosnel bei Amstetten (5. November 1805), Hollabrunn (16. November 1805) und Austerlitz (2. Dezember 1805). Am 24. Dezember 1805 beförderte Napoleon Bonaparte Durosnel zum général de brigade und am 16. April 1809 zum Général de division.
Durosnel kämpfte bei Ebelsberg (3. Mai 1809) und wurde bei Aspern (21./22. Mai 1809) schwer verwundet. Dabei geriet er in österreichische Kriegsgefangenschaft und kam erst nach Beendigung des fünften Koalitionskrieges wieder frei.
Als Napoleon seine Invasion nach Russland plante, holte er Durosnel im Rang des Aide-major général in seinen Stab. Obwohl dort mit administrativen Aufgaben betraut, kämpfte Durosnel aktiv bei Kljastizy (28./29. Juli 1812), bei Borodino (7. September 1812) und an der Beresina (26./28. November 1812).
Nach der Schlacht um Dresden (26./28. August 1813) bestimmte Napoleon Durosnel zum Militärgouverneur von Dresden und Umgebung. Durosnel hatte dieses Amt bis zum Ende der Franzosenzeit inne. Nach dem Vertrag von Fontainebleau konnte er nach Paris zurückkehren und wurde zum Anhänger der Bourbonen.
Als Napoleon die Insel Elba verließ und dessen Herrschaft der Hundert Tage begann, lief Durosnel wieder zum Kaiser über. Der bedankte sich, zurück in Paris, sofort mit der Ernennung zum Pair von Frankreich (→Chambre des Pairs) und übertrug ihm ein Kommando der Garde nationale.
Nach der Schlacht bei Waterloo (18. Juni 1815) verlor Durosnel erst alle Ämter und kam erst nach der Julirevolution von 1830 wieder in Amt und Würden. Als sich die Julimonarchie unter König Louis-Philippe I. konstituiert hatte, wurde Durosnel in den Conseil départemental de Seine-et-Marne aufgenommen. Später berief ihn Louis-Philippe I. zu seinem Aide-de-camp.
Die politischen Veränderungen der Februarrevolution erlebte Durosnel nicht mehr im Amt; er hatte bereits alle Ämter aufgegeben und sich ins Privatleben zurückgezogen. Er starb am 5. Februar 1849, wahrscheinlich an den Spätfolgen seiner Kriegsverletzungen, und fand auf dem Friedhof Père-Lachaise (29. Division) seine letzte Ruhestätte.

## Ehrungen
- 1807 Orden vom Pfälzer Löwen
- 1808 comte d'Émpire
- 11. Mai 1808 Kommandeur der Ehrenlegion
- 1832 Großkreuz der Ehrenlegion
- Ordre royal et militaire de Saint-Louis
- Pair von Frankreich
- Sein Name findet sich westlichen Pfeiler (31. Spalte) des Triumphbogens am Place Charles-de-Gaulle (Paris)